# Гостынь (гмина)
Гостынь (пол. Gostyń) — гмина (волость) в Польше, входит как административная единица в Гостыньский повет, Великопольское воеводство. Население — 27 934 человека (на 2008 год).

## Соседние гмины
1. Гмина Дольск
2. Гмина Пяски
3. Гмина Кробя
4. Гмина Понец
5. Гмина Кшеменево
6. Гмина Кшивинь